# جان پندری
جان پندری (انگلیسی: John Pendry؛ زادهٔ ۴ ژوئیهٔ ۱۹۴۳) یک فیزیک‌دان اهل انگلستان است که به خاطر پژوهش‌های در زمینه فرامواد، به خصوص پوشش‌های نامرئی شدن شهرت دارد. وی استاد فیزیک حالت جامد در کالج سلطنتی لندن است.
او در سال ۲۰۱۴ جایزه جایزه کاولی در علوم نانو را «به خاطر دست‌آوردهای تعیین‌کننده در زمینه نانواپتیک که عقاید دیرینه در زمینه محدودیت‌های رزولوشن در تصویربرداری اپتیکی را تغییر داد» به همراه دو تن دیگر دریافت کرد.